# Objectif 500 millions
Objectif 500 millions és una pel·lícula franco-italiana dirigida per Pierre Schoendoerffer, coautor del guió amb Jorge Semprún i estrenada el 1966. Ha estat subtitulada al català.

## Argument
Empresonat i destituït pel tribunal militar per activitats considerades subversives, el capità Richau acaba de ser alliberat. Després d'haver buscat feina en va, d'haver fet ús de les seves rares connexions militars del passat, un dia es posa en contacte amb ell per una jove i bella dona, Yo, que li proposa que participi en un robatori. Objectiu: 500 milions de francs transportats amb un avió per enlairar des de l'aeroport d'Orly. La seva missió seria, després d'entrar a l'avió i haver aconseguit controlar la tripulació durant el vol, saltar en paracaigudes amb la bossa que conté el jackpot. Trobaria a Yo i als seus còmplices, inclòs un dels seus antics coneguts, Pierre, un antic soldat algerià responsable de la seva condemna. Richau accepta, però amb designis secrets cap a Pierre a qui té un obstinat rancor...

## Repartiment
- Bruno Cremer : el capità Richau
- Marisa Mell : Yo
- Jean-Claude Rolland : Pierre
- Étienne Bierry : Douard
- Pierre Fromont : el comandant
- Maurice Auzel
- Robert Blome
- Henri Guégan